# Seweryn Smolikowski (inżynier)
Seweryn Karol Smolikowski herbu Prus (ur. 7 listopada 1809 w Lublinie – zm. 25 kwietnia 1897 w Warszawie) – polski inżynier dróg i mostów, powstaniec listopadowy.

## Życie
Uczył się w szkołach średnich w Lublinie i Warszawie, gdzie zdał maturę. Studiował matematykę na Wydz. Filozoficzno-Matematycznym Uniwersytetu Warszawskiego (1825-1830) oraz od 1826 w Szkole Przygotowawczej do Instytutu Politechnicznego gdzie w 1828 jako wyróżniający się student otrzymał stypendium. Uniwersytet zakończył z tytułem magistra matematyki. Po wybuchu powstania listopadowego wraz z braćmi Andrzejem i Aleksandrem służył w oddziale studenckim. Pracował w przygotowaniu fortyfikacji  w Pułtusku, Serocku, Warszawie i Modlinie - za co został mianowany oficerem.
Po upadku powstania pracował w Dyrekcji Dróg i Mostów w Warszawie. Następnie w latach 1832-1837 studiował w Instytucie Korpusu Inżynierów Komunikacji w Petersburgu, gdzie otrzymał tytuł inżyniera i stopień podporucznika (1837). Odbył wówczas podróż do Francji, Następnie w latach 1838-1843 pracował jako inżynier w Wilnie i Twerze. Potem pracował przy budowie pierwszej kolei żelaznej łączącej Petersburg z Moskwą (1843-1851), m.in. zbudował na rzece Soszy most kratowy. Następnie był zatrudniony przy eksploatacji tej linii jako naczelnik VII Oddziału (1852-1958) mieszkając najpierw w Petersburgu a potem Moskwie.
W 1858 powrócił do Warszawy. W latach 1859–1861 jako podpułkownik pełnił funkcję głównego kierownika budowy żelaznego mostu o kamiennych podporach na Wiśle, zaprojektowanego przez Stanisława Kierbedzia. Wchodził wówczas w skład Zarząd budowy mostu stałego na Wiśle, W trakcie budowy mostu po raz pierwszy na ziemiach polskich do wznoszenia filarów zastosował on sprężone powietrze, a belki poprzeczne poprowadził pod dolnymi pasami dźwigarów. Po masakrze manifestacji 27 lutego 1861, mimo awansu na pułkownika, zrezygnował ze służby i pracy. Po przejściu na wczesną emeryturę dokończył budowę dużego domu przy ul. Chmielnej pod nr 5 i 7, zwanego Smolikowszczyzną (kamienica mieszkalna i hotel), który następnie przejął jego syn Seweryn.
Pochowany w rodzinnym grobowcu na cmentarzu Powązkowskim (kwatera 19, rząd 5, miejsce 1)

## Życie prywatne
Pochodził z rodziny która uzyskała potwierdzenie szlachectwa w 1851 roku. Był synem nauczyciela szkół lubelskich i działacza Komisji Edukacji Narodowej Andrzeja Piotra (1764-1839) i Karoliny z Rychterów (1780-1852), jego starszym bratem był inżynier Jan Kanty (1796–1868)  Od 1840 mąż Melanii z Komajewskich (1824-1906), Mieli synów Piotra (1846-1868), księdza i zmartwychwstańca Pawła Smolikowskiego (1848–1926) i filozofa i kolekcjonera Seweryna (1850-1920) oraz córki: Aleksandrę (1845-1929), zamężną z ziemianinem Edwardem, Pohoreckim (1839-1912) i Walerię (ur. 1859), zamężną Szaniawską.

## Literatura
- Beata Nykiel, Smolikowski Seweryn Karol (1809-1897), Polski Słownik Biograficzny, t. 39, Warszawa-Kraków 1999-2000, s. 296-297